# Кастриции
Кастрициите (gens Castricia) са фамилия от Древен Рим.
Произлизат вероятно от Placentia (Пиаченца).
Известни от фамилията:
- Марк Кастриций, магистрат на Placentia 84 пр.н.е.[1]
- Марк Кастриций, римски mercante в Азия.[2]
- Кастриций, дава информация на Август за конспирацията на Мурена.[3]
- Тит Кастриций, реторик в Рим.[4]